# Arnold F. van Gemert
Arnold F. van Gemert (* 1938), vollständig: Arnold Frans van Gemert, latinisiert: Arnoldus Franciscus van Gemert, ist ein niederländischer Byzantinist und Neogräzist und emeritierter Professor für Byzantinistik und Neogräzistik an der Universiteit van Amsterdam.

## Leben
Nach einem Studium der Klassischen Philologie erhielt van Gemert die entscheidende Anregung für seinen wissenschaftlichen Weg während eines Studienaufenthalts 1966/1967 an der Aristoteles-Universität Thessaloniki, an der Linos Politis ihn auf die Literatur der kretischen Renaissance aufmerksam machte und ihm vorschlug, die beiden Liebesträume des venezianisch-kretischen Dichters Marinos Phalieros textkritisch zu edieren. 1973 wurde er mit einer Dissertation zu diesem Thema an der Universität von Amsterdam bei dem Byzantinisten und Neogräzisten G. H. Blanken promoviert. Mit Willem F. Bakker, dem Nachfolger Blankens seit 1972, hatte van Gemert bereits im Jahr zuvor, 1972, einen Text des Marinos Phalieros ediert. Mit Bakker zusammen legte van Gemert in der Folge große Teile der kretischen Literatur in maßgebenden kritischen Editionen vor. Neben den Gedichten des Marinos Phalieros sind dies das kretische Bibeldrama Η Θυσία του Αβραάμ (deutsch: Das Opfer des Abraham), die Ιστορία του Βελισαρίου, die Legende von dem oströmischen General Belisarios, eine anonym überlieferte Klage auf die Gottesmutter sowie die im Kloster von Amari angelegten Notariatsakten des Manolis Varouchas und des Antonios Gialeas. Die 25-jährige Zusammenarbeit der beiden Forscher wurde 1997 mit einem Wim Bakker gewidmeten Kongress zur gesamten kretischen Literatur begangen. Weitere Arbeiten betreffen etwa den Apokopos eines unbekannten Verfassers namens Bergadhis. Arnold van Gemert hielt seine Abschiedsvorlesung Mythen en mythes am 25. Oktober 2002. Seither hat er unter anderem zusammen mit Marc Lauxtermann ein neugriechisch-niederländisches Wörterbuch herausgegeben.

## Schriften
- (mit Marc Lauxtermann): Prisma Groot Woordenboek Nederlands–Nieuwgrieks, Nieuwgrieks-Nederlands. 2 Bände, Houten, 2008.
- (Hrsg., mit Willem F. Bakker): Θρήνος εις τα πάθη και την σταύρωσιν του Κυρίου και Θεού και Σωτήρος ημών Ιησού Χριστού, ποιηθείς παρά του ευγενεστάτου άρχοντος κυρού Μαρίνου του Φαλιέρου. Κριτική έκδοση. Hērakleio: Panepistēmiakes ekdoseis Krētēs, 2002, ISBN 960-524-149-8. Rezension von: Walter Puchner, in: Südost-Forschungen. Band 64–65, 2004–2005, S. 667–669.
- (Hrsg., mit Willem F. Bakker): Η Θυσία του Αβραάμ. Κριτική έκδοση. Herakleion: Panepistemiakes Ekdoseis Kretes, 1995, ISBN 960-7309-96-0.
- Bergadhis. In: Literature and society in Renaissance Crete. Ed. by David Holton. Cambridge University Press, 1991, S. 62–65, ISBN 0-521-32579-X, Google Bücher.
- (Hrsg., mit Willem F. Bakker): Ιστορία του Βελισαρίου. Κριτική έκδοση των τεσσάρων διασκευών με εισαγωγή, σχόλια και γλωσσάριο. Athen: Morphotiko Idryma Ethnikes Trapezes, 1988 (Βυζαντινή και Νεοελληνική Βιβλιοθήκη, 6).
- (Hrsg., mit Willem F. Bakker): Μανόλης Βαρούχας: Νοταριακές πράξεις, Μοναστηράκι Αμαρίου (1597–1613). Rethymno: Panepistemio Kretes, 1987.
- (Hrsg.): Μαρίνου Φαλιέρου Ερωτικά όνειρα. Με εισαγωγή, σχόλια και λεξιλόγιο. Thessaloniki, 1980 (Βυζαντινή και Νεοελληνική Βιβλιοθήκη, 4).
- (Hrsg.): Οι διαθήκες του κρητικού νοταρίου Αντωνίου Γιαλέα (1529–1532). 1978.
- (Hrsg., mit Willem F. Bakker): The Λόγοι διδακτικοί of Marinos Phalieros. A critical edition with introduction, notes, and index verborum. Brill, Leiden 1977 (Byzantina Neerlandica, 7), ISBN 90-04-04856-1, eingeschränkte Vorschau in der Google-Buchsuche.
- Marinos Falieros en zijn beide liefdesdromen. Amsterdam: Hakkert, 1973 (Academisch proefschrift 1973).
- (Hrsg., mit Willem F. Bakker): The Ρίμα παρηγορητική of Marinos Phalieros. A critical edition with introduction, notes, and index verborum. In: W. F. Bakker, A. F. van Gemert, W. J. Aerts (Hrsg.): Studia Byzantina et Neohellenica Neerlandica. Brill, Leiden 1972 (Byzantina Neerlandica, 3), ISBN 90-04-03552-4, S. 74–198, eingeschränkte Vorschau in der Google-Buchsuche.